# Sterne de Dougall
Sterna dougallii
Espèce
Statut de conservation UICN

 LC  : Préoccupation mineure
La Sterne de Dougall (Sterna dougallii) ou sterne rosée, est une espèce d'oiseaux marins migrateurs de la famille des Laridae.
Son nom est attribué au physicien et collecteur écossais Peter McDougall (en).

## Description
Voisine de la sterne pierregarin ou de la sterne arctique, cette espèce se différencie par des cris très différents.
Ces oiseaux ont le bec noir (à racine rouge en été), les pattes rouges et se reconnaissent au repos par les longs filets de la queue. Au printemps, cet oiseau habituellement très blanc montre une teinte rose sur la poitrine.

## Répartition
Son aire est circumtropicale ; cependant elle niche également en Bretagne et les îles Britanniques.

aire résidentielle
aire de nidification
aire d'hivernage

## Protection
La Sterne de Dougall bénéficie d'une protection totale sur le territoire français depuis l'arrêté ministériel du 17 avril 1981 relatif aux oiseaux protégés sur l'ensemble du territoire. Elle est inscrite à l'annexe I de la directive oiseaux de l'Union européenne. Il est donc interdit de la détruire, la mutiler, la capturer ou l'enlever, de la perturber intentionnellement ou de la naturaliser, ainsi que de détruire ou enlever les œufs et les nids, et de détruire, altérer ou dégrader son milieu. Qu'elle soit vivante ou morte, il est aussi interdit de la transporter ou la colporter, de l'utiliser, de la détenir, de la vendre ou de l'acheter. D'après le rapport de l'UICN France sur les oiseaux du territoire français publié en 2016, le sterne de Dougall est en danger critique d'extinction en métropole et sa population est en déclin.

## Régime alimentaire
Pique sur les poissons (lançons et sprats, surtout) après un rapide vol sur place. 

## Nidification

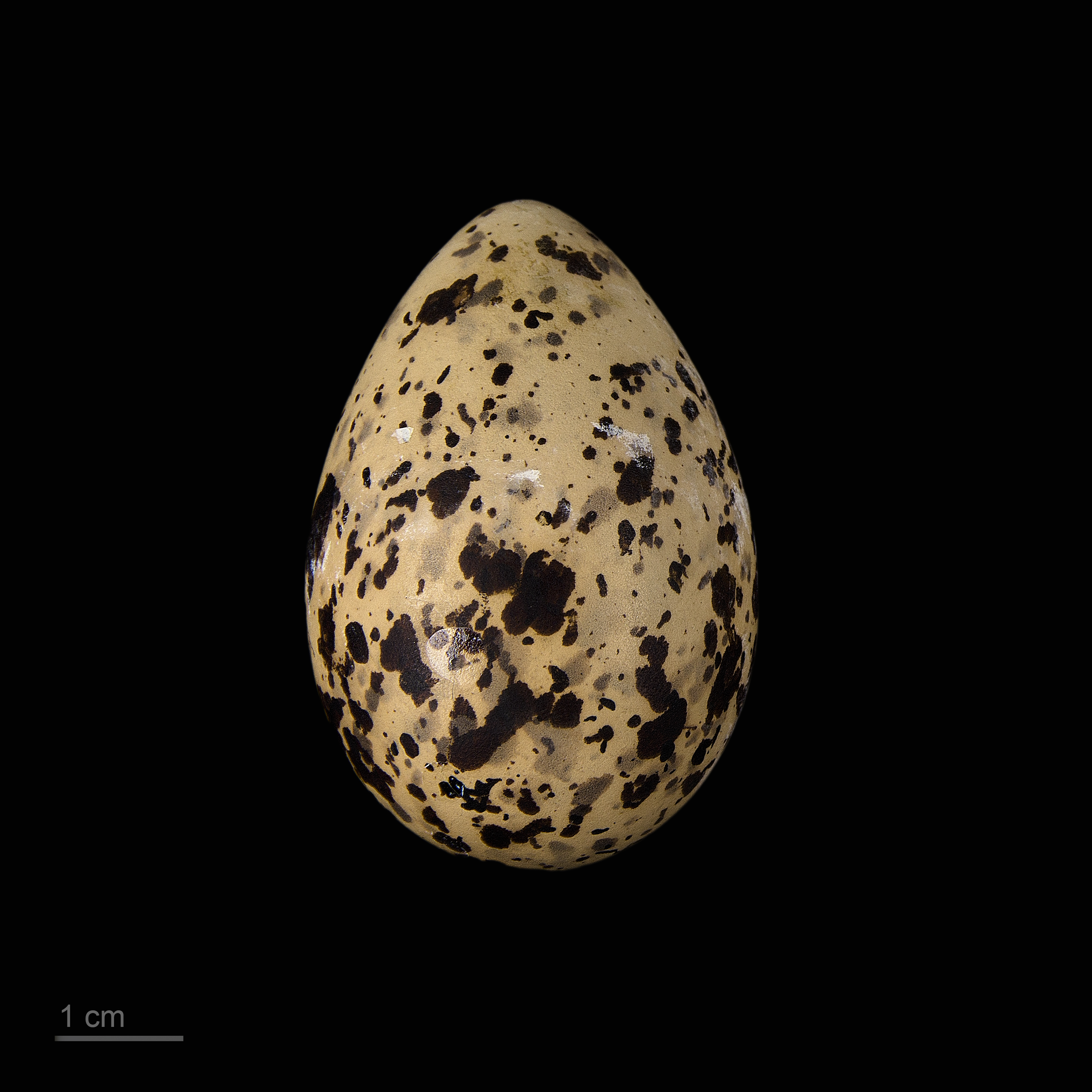
Œufs de Sterna dougallii dougallii - Muséum de Toulouse

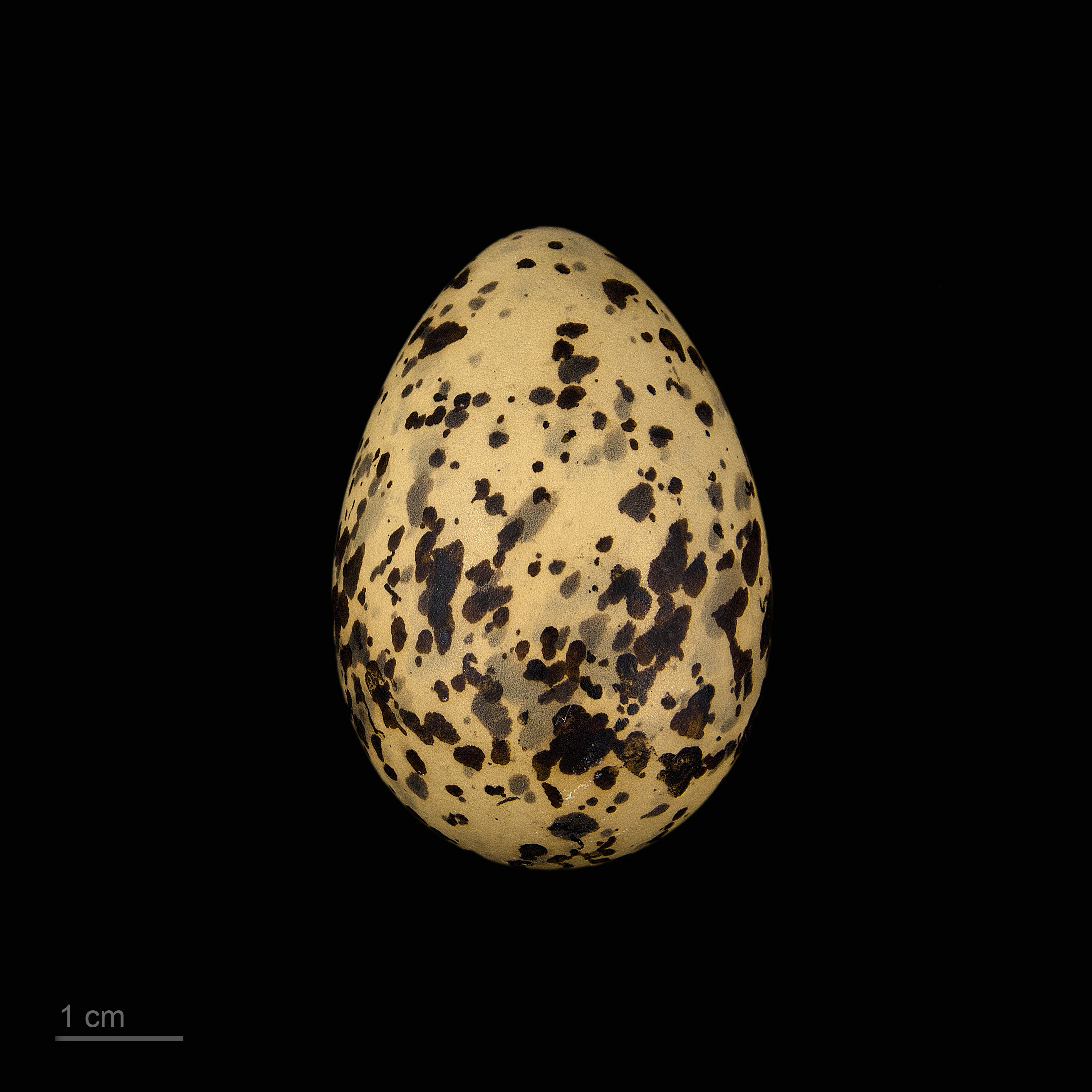
Œufs de Sterna dougallii bangsi - Muséum de Toulouse

Nid d'herbe dans la haute végétation ou sous une touffe (1-2 œufs/1 ponte/ mai-juin).

## Taxinomie
D'après la classification de référence (version 14.1, 2024) de l'Union internationale des ornithologues, la Sterne de Dougall possède 5 sous-espèces (ordre philogénique) :
- Sterna dougallii dougallii Montagu, 1813 — océan atlantique ;
- Sterna dougallii arideensis Mathews, 1912 — ouest de l'océan indien ;
- Sterna dougallii korustes (Hume, 1874) — nord-est de l'océan indien ;
- Sterna dougallii bangsi Mathews, 1912 — Indo-Pacifique (centre-est) ;
- Sterna dougallii gracilis Gould, 1845 — Moluques et nord de l'Australie.